# Imri Ziv

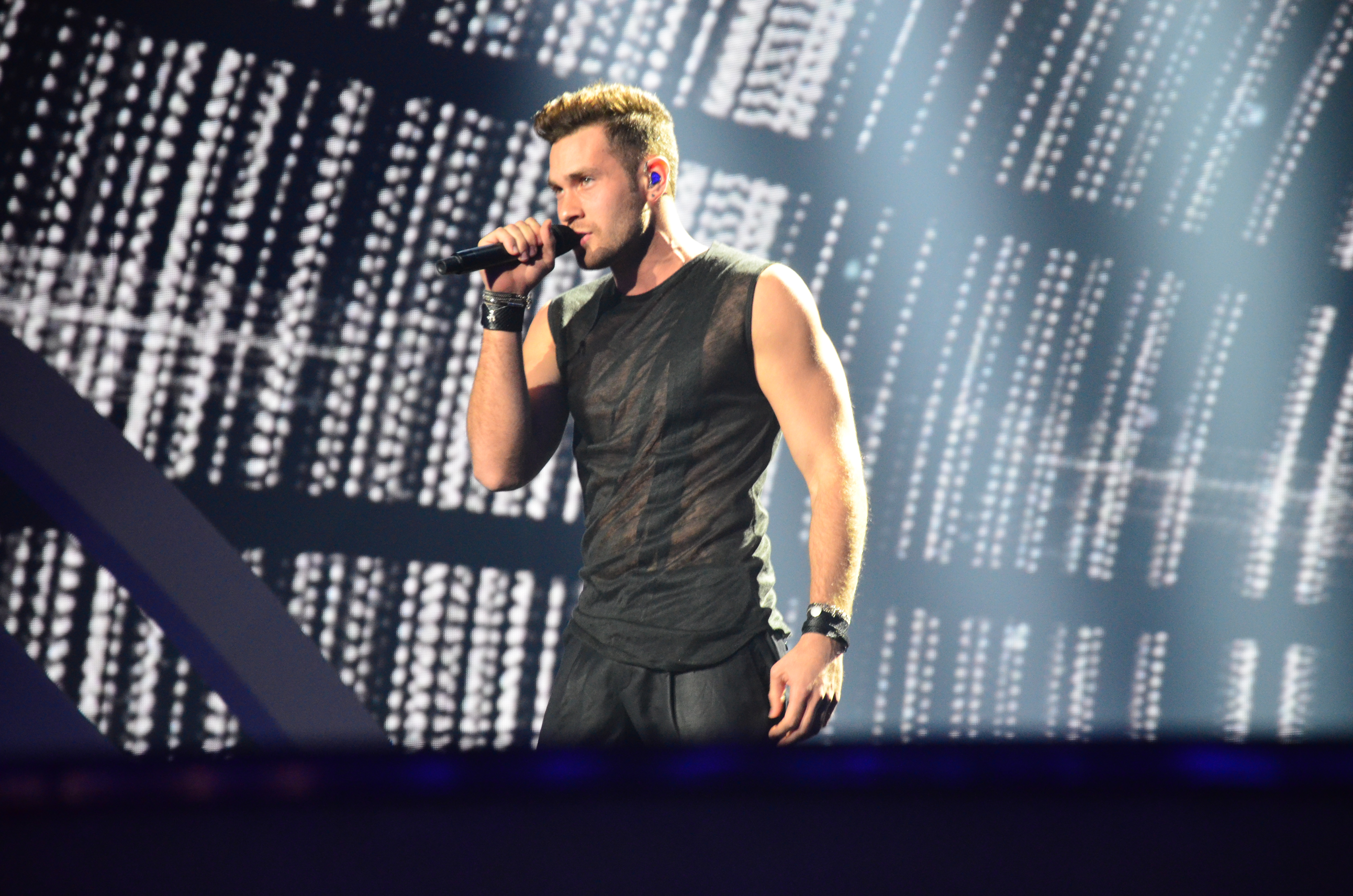
Imri Ziv a 2017-es Eurovíziós Dalfesztiválon.

Imri Ziv (héberül: אימרי זיו) (Hod HaSharon, 1991. szeptember 12.— ) izraeli énekes. Ő képviselte Izraelt a 2017-es Eurovíziós Dalfesztiválon Kijevben, I Feel Alive című dalával. A döntőben 39 pontot sikerült összegyűjtenie, így a 23. helyezést érte el.

## Élete
Hod HaSharonban született 1991. szeptember 12-én, román-, lengyel-, osztrák- és ukrán-zsidó származású. Az Ilan Ramon Középiskolában tanult. A kötelező katonai szolgálat ellátása alatt a hadsereg zenekarában gyakorolt.
Ziv azt állítja, hogy gyermekkora óta könnyedén sajátítja el a nyelveket. Folyékonyan beszél spanyolul (argentin kiejtéssel), mivel spanyoltanára Buenos Airesből származik.

## Karrierje
2012-ben részt vett a The Voice Israel televíziós tehetségkutató műsorban. 2016-ban szinkronszínészként szerepelt a Trollok című animációs filmben.
Részt vett a HaKokhav HaBa L'Eurovizion 4. szezonjában, a The Next Star for Eurovision tehetségkutatóversenyen. Győzelme után ő képviselte Izraelt a 2017-es Eurovíziós Dalfesztiválon, ahol 23. helyezést érte el a döntőben. A Dolev Ram és Penn Hazut által írt I Feel Alive című dalt 2017. március 10-én mutatták be.

## Magánélete
2023 júniusában vállalta fel nyilvánosan homoszexualitását.

## Diszkográfia

### EP
| Cím  | Dátum             |
| ---- | ----------------- |
| Imri | 2015. március 16. |

### Kislemez
| Cím          | Dátum             |
| ------------ | ----------------- |
| I Feel Alive | 2017. március 10. |

## Fordítás
- Ez a szócikk részben vagy egészben  az   Imri Ziv című angol Wikipédia-szócikk fordításán alapul.  Az eredeti cikk szerkesztőit annak laptörténete sorolja fel. Ez a jelzés csupán a megfogalmazás eredetét és a szerzői jogokat jelzi, nem szolgál a cikkben szereplő információk forrásmegjelöléseként.